# The silhouette
「The silhouette」（ザ シルエット）は柴咲コウのシングルである。2019年3月27日、Les Trois Gracesよりリリースされた。

## 解説
柴咲コウは2018年を自身の芸能活動20周年として同年4月より12ヶ月連続でプレスリリースを行っていたが、その締め括りとしてMuseK名義での「silence」と本作のリリース、2曲のタイアップおよびミニアルバム収録を2019年3月8日に発表した。同月27日、Les Trois Gracesレーベルより配信限定で本曲のみをリリースした。全般に軽快な三拍子の日本語歌唱曲であるが、iTunesのジャンルではJ-POPではなくジャズが選択されている。なお、曲名の定冠詞Theの後の「s」は小文字である。
- 柴咲コウ公式サイトのコメント - 「三拍子の優美なメロディは、サウンドプロデューサー野崎良太氏（Jazztronik）ならではのスタイリッシュな仕上がりとなっています。切ない歌詞の世界観に、軽やかな旋律と柴咲コウの美しいボーカルが折り重なった春らしいサウンドが魅力です」[3]
- 野崎良太のコメント - 「いわゆる普通の３拍子Swing Jazzにはしたくなく試行錯誤した結果SwingとFunkが混ざった個人的にとても気に入るビートを作ることが出来てかなり良い感じに仕上がりました！」[1]

## 収録曲
1. The silhouette
作詞：柴咲コウ　作曲・編曲：野崎良太
ロート製薬 - 「肌ラボ 白潤プレミアムシリーズ」CMソング[5]。

## 収録アルバム
- 『Blessing』 - 2019年5月1日に発売されたミニアルバム[3][6]。コンサートツアー『EARTH THE KO』会場、及び柴咲コウ公式サイトのみの限定発売[7]。